# Процесс одиннадцати
«Процесс одиннадцати» («Дело Веймара», «Веймаров процесс») — судебный процесс над членами организации «Земля и Воля» и их сотрудниками, состоявшийся в Петербургском военно-окружном суде 6—14 мая 1880 года.

## Участники процесса

### Председатель суда
- Председатель Санкт-Петербургского военно-окружного суда генерал-майор С. А. Лейхт.

### Государственный обвинитель
- Товарищ прокурора Петербургского военно-окружного суда подполковник Н. И. Кессель.

### Защитники
- Кандидаты на военно-судебные должности: коллежские секретари А. И. Любимов, А. А. Шумахер и другие[1].

## Обвинение

### Подсудимые и приговор
1. Михайлов А. Ф. — 20 лет каторги
2. Оболешев А. Д. — 20 лет каторги
3. Бердников Л. Ф. — 8 лет каторги
4. Буланов Л. П. — ссылка в Сибирь
5. Веймар О. Э. — 10 лет каторги
6. Ковалик М. Ф. — ссылка в Сибирь
7. Коленкина М. А. — 10 лет каторги
8. Левенталь Л. Г. — 6 лет каторги
9. Малиновская А. Н. — ссылка в Сибирь
10. Трощанский В. Ф. — 10 лет каторги
11. Шлейснер О. А. — ссылка в Сибирь